# Lamprogaster placida
Lamprogaster placida är en tvåvingeart som först beskrevs av Walker 1849.  Lamprogaster placida ingår i släktet Lamprogaster och familjen bredmunsflugor. Inga underarter finns listade i Catalogue of Life.